# Omar Sahnoun
Omar Sahnoun - em árabe: عمر سحنون (Guerrouma, 18 de agosto de 1955 – Bordéus, 21 de maio de 1980) foi um futebolista franco-argelino que atuava como meio-campista.

## Carreira
Revelado pelo Beauvais, em 1967, não chegou a ser promovido ao elenco principal dos Sang et Norge.
Jogou profissionalmente em apenas dois times: o Nantes, pelo qual estreou com apenas 17 anos, e onde se destacou ao vencer 2 vezes o Campeonato Francês e a Copa da França de 1978-79, tendo atuado em 105 partidas e marcado 21 gols, e o Bordeaux, pelo qual disputou apenas uma temporada (32 jogos e 5 gols).
Pela Seleção Francesa, jogou 6 partidas entre 1977 e 1978.

## Morte
No final de 1977, foi diagnosticado que Sahnoun possuía arritmia cardíaca, e o meio-campista ficou afastado por alguns meses. Este afastamento fez com que ele ficasse fora dos convocados para a Copa de 1978, na Argentina.
Recuperado, foi um dos responsáveis pela sexta posição alcançada pelos Marine et Blanc. Porém, sofreu um infarto fulminante durante treinos do Bordeaux, vindo a falecer em seguida, a 3 meses de completar 25 anos.
Seu filho, Nicolas (nascido 3 meses após a morte do meio-campista), também foi jogador de futebol profissional.

## Títulos
Nantes
- Campeonato Francês: 1972–73, 1976–77
- Copa da França: 1978–79